# Ашот-Саак (цар Васпуракану)
Ашот-Саак (*Աշոտ-Սահակ, д/н —991) — 4-й цар Васпуракана з 972 до 991 року.

## Життєпис
Походив з династії Арцрунідів. Старший син царя Абусахл-Амазаспа. Після смерті батька у 972 році розділив Васпуракан з братами Гурген-Хачиком і Сенекерімом, але лише Ашот-Саак отримав титул царя та архонта архонтів, зберігаючи зверхність над молодшими братами.
У 970-х роках не став втручатися у внітрішню боротьбу в Візантії, не підтримавши заколотників Барду Скліра та Барду Фоку. Ашот-Сааку довелося тривалий час боротися проти держави Раввадідів, війська якої досягли східної частини озера Ван. На 980-ті роки припало піднесення держави, населення якої становило близько 1 млн осіб, нараховувалося 10 міст, 4000 сіл, 72 фортеці, 115 монастирів та церков.
У 989 році зазнав поразки від Шеддадідів. Зрештою змушений був платити данину Раввадідам. Водночас почався новий наступ візантійців на кордони Васпуракану. В цей час 991 року Ашот-Саак помер. Царську корону отримав його брат Гурген-Хачик, відсунувши від влади синів померлого Гагіка й Ашота.